# Шенандоа Шорес (Вирџинија)
Шенандоа Шорес (енгл. Shenandoah Shores) насељено је место без административног статуса у америчкој савезној држави Вирџинија.

## Демографија
По попису из 2010. године број становника је 934.
| Група             | 2000.    | 2010.       |
| Белци             | 0 (0,0%) | 864 (92,5%) |
| Афроамериканци    | 0 (0,0%) | 20 (2,1%)   |
| Азијати           | 0 (0,0%) | 5 (0,5%)    |
| Хиспаноамериканци | 0 (0,0%) | 35 (3,7%)   |
| Укупно            | 0        | 934         |